# Sportministerkonferenz
Die Konferenz der Sportministerinnen und -minister sowie der Sportsenatorinnen und -senatoren der Länder, kurz Sportministerkonferenz (SMK), ist eine der Fachministerkonferenzen der deutschen Länder und findet seit der Gründung im Jahr 1977 mindestens einmal jährlich statt. Sie koordiniert u. a. die Sportförderung in den 16 Ländern und wahrt die Interessen aller Bundesländer im Bereich des Sports auf nationaler und auch auf internationaler Ebene.
Baden-Württemberg hat von Anfang 2025 bis Ende 2026 den Vorsitz der Sportministerkonferenz. Vorsitzende der Sportministerkonferenz ist Theresa Schopper, Ministerin für Kultus, Jugend und Sport.

## Sportministerkonferenz
Die SMK trägt zur gemeinsamen Meinungs- und Willensbildung der Bundesländer bei und begleitet Angelegenheiten des Sports von überregionaler Bedeutung. Sie vertritt gemeinsame Anliegen insbesondere bei der Koordinierung der Sportförderung in den Ländern und bei der Wahrung von Interessen im Bereich des Sports auf nationaler und internationaler Ebene.
Die SMK arbeitet mit dem Deutschen Olympischen Sportbund, der Staatsministerin für Sport und Ehrenamt im Bundeskanzleramt, der Kultusministerkonferenz, dem Bundesrat, den Kommunalen Spitzenverbänden, den Landessportverbänden und nach Bedarf mit externen Sachverständigen zusammen.

## Sportreferentenkonferenz
Die Sportreferentenkonferenz (SRK) und deren ständige Ausschüsse Breitensport, Integrität des Sports, Leistungssport und Sportstätten sind Einrichtungen der Sportministerkonferenz. Die SRK findet jährlich in der Regel in vier Veranstaltungen statt. Sie hat die Aufgabe, die Beschlüsse der SMK vorzubereiten und umzusetzen sowie die gegenseitige Information und den Erfahrungsaustausch zwischen den Verwaltungen der Länder sicherzustellen.

## Liste der Vorsitzländer seit 1989
- 1989–1990:   Baden-Württemberg
- 1991–1992:   Niedersachsen
- 1993–1994:   Berlin
- 1995–1996:   Sachsen
- 1997–1998:   Hamburg
- 1999–2000:   Brandenburg
- 2001–2002:   Saarland
- 2003–2004:   Sachsen-Anhalt
- 2005–2006:   Bremen
- 2007–2008:   Mecklenburg-Vorpommern
- 2009–2010:   Schleswig-Holstein
- 2011–2012:   Thüringen
- 2013–2014:   Hessen
- 2015–2016:   Nordrhein-Westfalen
- 2017–2018:   Saarland
- 2019–2020:   Bremen
- 2021–2022:   Rheinland-Pfalz
- 2023–2024:   Bayern
- 2025–2026:   Baden-Württemberg